# Gmina Bushtricë
Gmina Bushtricë (alb. Komuna Bushtricë) – gmina położona w północno-zachodniej części kraju. Administracyjnie należy do okręgu Kukës w obwodzie Kukës.  W 2011 roku populacja wynosiła 1486 mieszkańców – 764 mężczyzn oraz 722 kobiety.
W skład gminy wchodzi siedem górskich miejscowości: Bushtricë, Gjegjë, Matranxhë, Palush, Vilë, Barruq, Shpat.